# Rioseco (Rionansa)
Rioseco es una localidad del municipio de Rionansa (Cantabria, España). En el año 2008 contaba con una población de 43 habitantes (INE). La localidad se encuentra a 213 metros de altitud sobre el nivel del mar, y a menos de un kilómetro de la capital municipal, Puentenansa. Celebra Nuestra Señora el 15 de agosto. Debió surgir alrededor de un monasterio que hubo en la Edad Media, dedicado a Santa Juliana y mencionado en el Cartulario de la Abadía de Santillana en 1232.

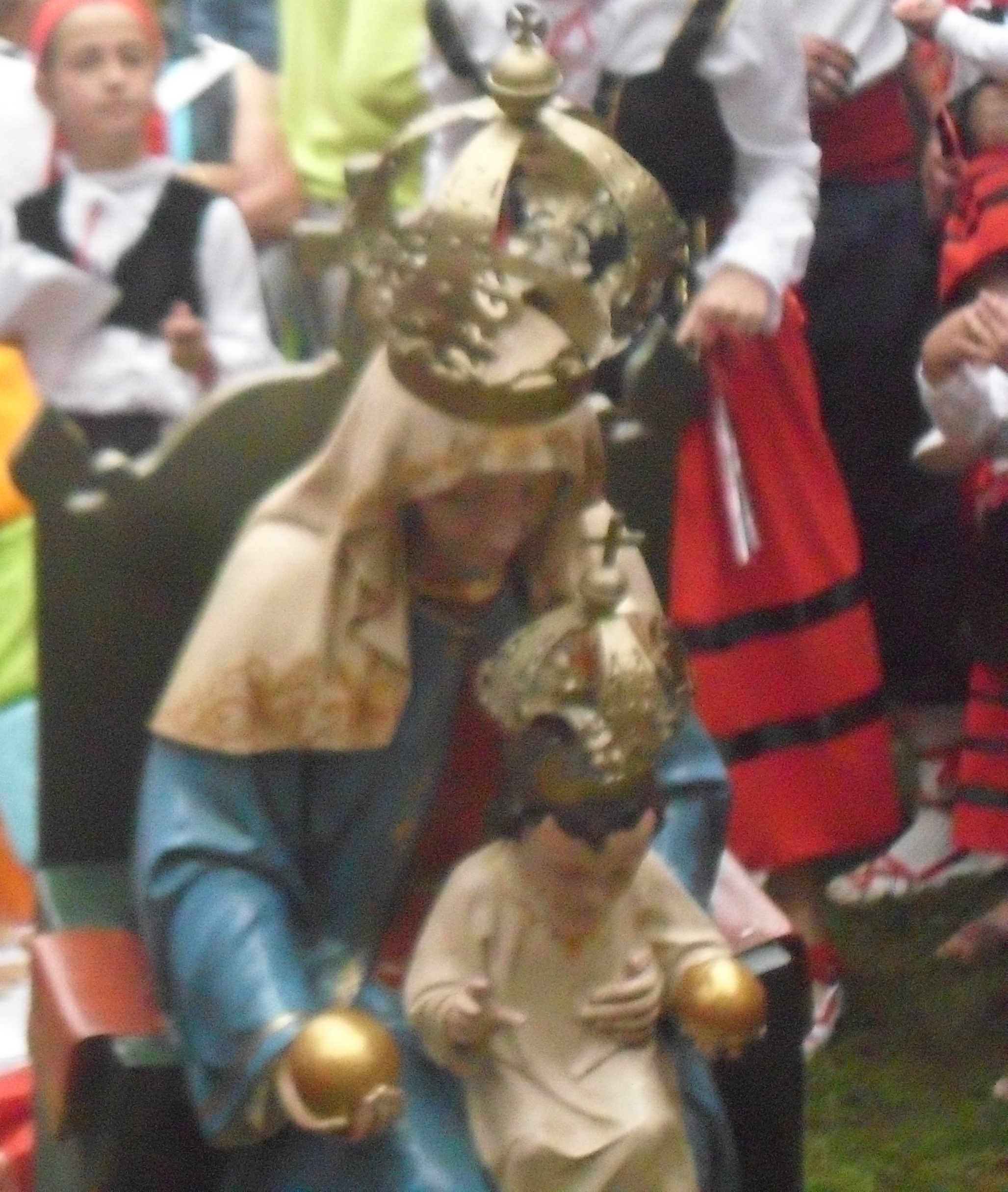
La Virgen del Llano.